# Live Action Sampler
Live Action Sampler – dwupłytowa kompilacja wydana przez zespół Sunn O))). Nakład płyty był bardzo minimalny - zostało sprzedanych tylko 10 egzemplarzy, przez co ten limitowany album jest uznawany przez fanów za niezwykle cenny i pożądany.

## Lista utworów

### Dysk pierwszy
1. Mocking Solemnity
2. Death Becomes You
3. NN)))
4. HELL-O)))-WEEN
5. Catch 22 (Surrender or Die)
6. A Shaving of the Horn that Speared You

### Dysk drugi
1. My Wall
2. Live @ Camden Underworld Halloween 2003